# White Bird (chef amérindien)
Pour les articles homonymes, voir White Bird (homonymie).
White Bird (Peo-peo-hix-hiix) est un chef Nez-Percé du groupe des Lamátta qui participe à la guerre des Nez-Percés de 1877 aux côtés de Chef Joseph. Alors que Chef Joseph effectue sa reddition auprès de l'armée américaine après la bataille de Bear Paw, White Bird parvient à s'échapper au Canada avec une partie de son groupe.
Il vit ensuite en Alberta, où il est tué le 6 mars 1892 par un autre Nez-Percé, Lamnisnim Husis, qui le jugeait responsable de la maladie de ses fils.